# Lokomotiva 114
Lokomotiva řady 114 je elektrická lokomotiva na stejnosměrný proud určená pro posun. Vyráběla ji plzeňská firma Škoda v letech 1996–2000 (tovární typ Škoda 90E). Patří mezi lokomotivy Škoda tzv. III. generace.

## Vývoj
Lokomotivy si původně objednaly Československé státní dráhy a na jejich vývoji se začalo pracovat v roce 1990. Lokomotiva využívala nejnovější zkušenosti z prototypového stroje řady 169 a v mechanické části pak ze starších strojů řad 110, 111 a 113. O novou posunovací lokomotivu však nástupce ČSD – ČD ztratil zájem a lokomotiva byla nakonec ve čtyřech kusech dodána těžařské firmě Doly Nástup Tušimice. V roce 2001 přešly lokomotivy do majetku nově vyčleněné dopravní společnosti SD – Kolejová doprava.

## Konstrukce
Skříň lokomotivy řady 114 koncepčně vychází z dříve vyráběných řad 110–113 – je kapotová se středovým věžovitým stanovištěm strojvedoucího, na jehož střeše je jeden polopantograf k odběru elektřiny. Lokomotivu pohání čtyři paralelně zapojené třífázové asynchronní elektromotory. Je vybavena elektrodynamickou brzdou a mikroprocesorovým řízením, jenž umožňuje řízení dvou spřažených lokomotiv z jednoho stanoviště. Lokomotiva může být napájena z akumulátorového vozu a díky tomu může jezdit i po neelektrizovaných tratích.

## Provoz
Lokomotivy byly dodány pro důlní společnost DNT, později připadly jejímu nástupci, firmě SD – Kolejová doprava. Čtyři vyrobené lokomotivy byly označeny čísly 114.501–504. I přes velmi nízkou spotřebu elektrické energie, dostačující výkon a trakční charakteristiku nebyly lokomotivy příliš oblíbeny a vykazovaly vysokou poruchovost. Hlavním zdrojem problémů byla špatně nastavená detekce prokluzu dvojkolí a především chlazení elektrické části strojovny vzduchem – kvůli provozu v prašném důlním prostředí se ve strojovně ve velkém množství usazoval jemný uhelný prach a vyřazoval z činnosti některá zařízení. Poslední dva vyrobené stroje byly kvůli tomu poměrně brzy odstaveny a v provozu přežívaly pouze starší dva kusy. I ty však byly v roce 2014 definitivně vyřazeny a odvezeny do Jihlavy, kde podstoupily rekonstrukci na dálkově ovládaná posunovadla. Kvůli tomuto nešťastnému konstrukčnímu řešení tak skončil provoz nejvýkonnějších a nejmodernějších elektrických posunovacích lokomotiv v Česku. Druhé dvě lokomotivy jsou stále odstaveny v depu společnosti SD-KD v Tušimicích a čekají na další osud. Posunovadla jsou nasazena především v těžebním provozu Severočeských dolů v Prunéřově, kde zajišťují posun se soupravami.